# Норадункян, Габриэль
Габриэль Эфенди Норадункян (арм. Գաբրիել Նորադունքեան, тур. Gabriel Noradunkyan; 6 ноября 1852—1936) — армянский государственный деятель и бюрократ в Османской империи. Его важными должностями были министр торговли в 1908 году и министр иностранных дел с 22 июля 1912 по 23 января 1913 года, под руководством Мехмеда V и премьер-министров Ахмеда Мухтар-паши и Камиля-паши.

## Биография
Габриэль Норадункян родился в районе Селамсиз Ускюдар района Константинополя 6 ноября 1852 года. Он был сыном Крикора Норадункяна, местного хлебопека при Имперском дворце. Его семья происходила из Кемалье близ Эрзинджана. Получив начальное образование дома, Габриэль Норадункян посещал местную французскую среднюю школу Святого Иосифа в районе Кадыкей, которую он окончил в 1869 году.
В 1870 году, после окончания Университета Святого Иосифа, Норадункян продолжил свое образование в области права и политологии в Сорбоннском университете в Париже. Находясь в Париже, Норадункян также учился в Коллеж де Франс и продолжил изучение политологии в Школе политических наук. Он вернулся в Стамбул в 1875 году и стал профессором права в «Мектеб-и-Хукук-и-Шахане». Затем Махмуд Недим-паша назначил его секретарем в Министерстве иностранных дел. В 1877 году он служил переговорщиком в комиссиях, созданных османским и российским правительствами во время и после русско-турецкой войны (1877-78).
В 1883 году Норадункян стал юридическим консультантом министра иностранных дел. Он оставался на этом посту двадцать девять лет..
Активный член армянской общины, он стал председателем Национального собрания Армян в 1894 году.

Норадункян опубликовал Обзор международных действий Османской империи, четырехтомный сборник договоров Османской империи с соседними европейскими странами, переведенный на французский язык.
После Младотурецкой революции в августе 1908 года Норадункян был назначен министром торговли. Между тем, в декабре того же года он был избран членом новообразованного сената Османской империи. Норадункян занимал свой пост министра торговли до января 1910 года.

Затем Нордаункян стал министром иностранных дел Османской империи с 22 июля 1912 по 23 января 1913 года во время правления Мехмеда V и премьер-министров Ахмеда Мухтар-паши и Камиля-паши.
Он переехал в Европу в 1915 году и был главой Армянского национального комитета, представлявшего армян в Лозанне. После переезда в Европу имущество Габриэля Норадункяна в Стамбуле было конфисковано.
Норадункян был горячим сторонником создания независимого армянского государства в Анатолии. После подписания Лозаннского мирного договора он переехал в Париж, Франция, где возглавлял различные организации по оказанию помощи Армении. Он стал вице-президентом Армянского всеобщего благотворительного союза (AGBU).
Норадункян умер в Париже в 1936 году. Перед смертью он продиктовал свою биографию, но сохранились лишь фрагменты из нее.
Он знал османский турецкий, армянский, итальянский, французский и английский языки.